# Joseph Louis Bernardin

Joseph Louis Bernardin, född 2 april 1928 i Columbia, South Carolina, USA, död 14 november 1996 i Chicago, Illinois, USA, var en amerikansk romersk-katolsk ärkebiskop och kardinal. Han var son till Joseph Bernardin och Maria Magdalen Simion.